# Ingeborg Rapoport
Ingeborg Rapoport (ur. 2 września 1912 w Kribi, zm. 23 marca 2017 w Berlinie) – niemiecka lekarka.

## Życiorys
Ingeborg Rapoport urodziła się w 1912. Wkrótce po jej urodzeniu rodzina powróciła do Niemiec, gdzie Ingeborg Rapoport rozpoczęła naukę w szkole medycznej w Hamburgu. W latach 1937–1938 pracowała jako asystent lekarza w szpitalu żydowskim w Hamburgu. W 1938 wyemigrowała do Stanów Zjednoczonych i pracowała tam do 1940 jako młodszy lekarz w Brooklynie i Akron. W 1944 na uniwersytecie w Cincinnati poznała swojego przyszłego męża Samuela Mitję Rapoporta, którego poślubiła w 1946. Z tego związku urodziło się czworo dzieci. Jej syn Tom Rapoport jest biochemikiem i od 1995 profesorem na uniwersytecie Harvarda, Michael Rapoport wykłada matematykę na uniwersytecie w Bonn. Jej córki Susan i Lisa są pediatrami.

## Doktorat
Była jedną z najstarszych doktorantek w historii niemieckiej nauki. 9 czerwca 2015, będąc w wieku 102 lat po obronie pracy i złożeniu egzaminów doktorskich, otrzymała stopień doktora nauk medycznych, na podstawie pracy na temat dyfterii napisanej w latach 1937–1938 w klinice Eppendorf w Hamburgu. Wówczas, władze nazistowskich Niemiec nie dopuściły jej do egzaminów doktoranckich z powodu żydowskiego pochodzenia jej matki.

## Nagrody
W 1984 wraz z innymi lekarzami otrzymała Krajową Nagrodę NRD.